# Phrurotimpus
Genre
Phrurotimpus est un genre d'araignées aranéomorphes de la famille des Phrurolithidae.

## Distribution
Les espèces de ce genre se rencontrent en Amérique du Nord et en Chine.

## Liste des espèces
Selon World Spider Catalog (version 23.0, 23/05/2022) :
- Phrurotimpus abditus Gertsch, 1941
- Phrurotimpus alarius (Hentz, 1847)
- Phrurotimpus annulatus Chamberlin & Ivie, 1944
- Phrurotimpus baoshanensis Mu, Lin & Zhang, 2022
- Phrurotimpus bernikerae Platnick, 2019
- Phrurotimpus borealis (Emerton, 1911)
- Phrurotimpus certus Gertsch, 1941
- Phrurotimpus chamberlini Schenkel, 1950
- Phrurotimpus daliensis Mu, Lin & Zhang, 2022
- Phrurotimpus dulcineus Gertsch, 1941
- Phrurotimpus illudens Gertsch, 1941
- Phrurotimpus lasiolepis (Fu, Chen & Zhang, 2016)
- Phrurotimpus mateonus (Chamberlin & Gertsch, 1930)
- Phrurotimpus minutus (Banks, 1892)
- Phrurotimpus mormon (Chamberlin & Gertsch, 1930)
- Phrurotimpus palustris (Banks, 1892)
- Phrurotimpus parallelus (Chamberlin, 1921)
- Phrurotimpus sorkini Platnick, 2019
- Phrurotimpus subtropicus Ivie & Barrows, 1935
- Phrurotimpus truncatus Chamberlin & Ivie, 1935
- Phrurotimpus umbratilis (Bishop & Crosby, 1926)
- Phrurotimpus wallacei (Gertsch, 1935)
- Phrurotimpus woodburyi (Chamberlin & Gertsch, 1929)

## Systématique et taxinomie
Ce genre a été décrit par Chamberlin et Ivie en 1935 dans les Clubionidae. Il est placé dans les Corinnidae par Bosselaers et Jocqué en 2002 puis dans les Phrurolithidae par Ramírez en 2014.

## Publication originale
- Chamberlin & Ivie, 1935 : « Miscellaneous new American spiders. » Bulletin of the University of Utah, vol. 26, no 4, p. 1-79.